# Kédros (Sofádes, Kardítsa)
Kédros, en grec moderne : Κέδρος, est un village du dème de Sofádes, district régional de Kardítsa, en Thessalie, Grèce.
Selon le recensement de 2011, la population du village s'élève à 682 habitants.